# Kościół św. Rocha w Przemyślu
Kościół św. Rocha – nieistniejąca świątynia rzymskokatolicka w Przemyślu, stojąca w końcu dzisiejszej ulicy Kazimierza Wielkiego.  
Ufundowany przez wojewodę podolskiego Andrzeja Maksymiliana Fredrę, który po pożarze kościoła św. Ducha, wybudował nowy kościół w obrębie murów miejskich, blisko Bramy Lwowskiej. Przy kościele funkcjonował szpital w budynku przy Kazimierza Wielkiego 19. Kościół został rozebrany w II połowie XVIII wieku.